# Lyon-Meudon Extragalactic Database
Il Lyon-Meudon Extragalactic Database (LEDA) era un database di galassie creato nel 1983 dal Lyon Observatory. Nel 2000 si fuse con l'Hypercat assumendo la denominazione di HyperLeda.
Originariamente conteneva informazioni su oltre 60 parametri di circa 100.000 galassie. In seguito a continui aggiornamenti ed ampliamenti, oggi contiene informazioni su oltre tre milioni di oggetti celesti, dei quali 1,5 milioni sono galassie. L'accesso alle informazioni contenute nel database è consentito agli astronomi di tutto il mondo.